# Distretto di Kaliro
Il distretto di Kaliro è un distretto dell'Uganda, situato nella Regione orientale.